# Peter Römer
Peter Römer (* 4. Februar 1936 in Kassel) ist ein deutscher Politikwissenschaftler und Jurist.
Peter Römer studierte in den Jahren 1956 bis 1960 Rechtswissenschaften und Politikwissenschaften in Berlin, Göttingen und Marburg. Als Student und Assistent Wolfgang Abendroths wird er der Marburger Schule zugerechnet.
1964 erfolgte in Marburg seine Promotion mit einer Arbeit über das Thema Das strafrechtliche Problem der Abgeordnetenbestechung. Von 1966 bis 1970 war er als wissenschaftlicher Assistent Abendroths tätig. Von 1972 bis 1998 war er Professor für wissenschaftliche Politik am Fachbereich Gesellschaftswissenschaften und Philosophie der Philipps-Universität Marburg.
Römer war Mitbegründer und Mitherausgeber der von 1973 bis 1993 erscheinenden Zeitschrift Demokratie und Recht. 1968 gehörte er zum Begründerkreis der Zeitschrift Kritische Justiz.

## Schriften (Auswahl)
- als Hrsg.: Der Kampf um das Grundgesetz. Über die politische Bedeutung der Verfassungsinterpretation, Frankfurt/Main 1977.
- Entstehung, Rechtsform und Funktion des kapitalistischen Privateigentums, Köln 1978.
- Im Namen des Grundgesetzes. Eine Streitschrift für die Demokratie, Hamburg 1989.
- Das kapitalistische Privateigentum, Köln 2009.
- Das Recht der Gesellschaft und der Bundesrepublik Deutschland, Köln 2009.
- Die Verteidigung des Grundgesetzes, Köln 2009.
- Wolfgang Abendroth; Carl Schmitt, Köln 2009.
- Hans Kelsen, Köln 2009.